# Terborg
Terborg − miejscowość w holenderskiej prowincji Geldria, we wschodniej części Holandii. Znajduje się w gminie Oude IJsselstreek. Wieś leży ok. 7 km na południowy wschód od Doetinchem. Ludność wynosi około 4600 mieszkańców.
Położony jest nad rzeką Oude IJssel. W centrum miasta znajduje się niewielki zamek Wisch, założona w XII wieku (nazwa "Terborg" oznacza "zamek"). Na południowym wschodzie znajduje się rezerwat przyrody o nazwie Paasberg ("Easter Mountain"). Terborg ma stacji kolejowej (pociąg trasa Arnhem - Winterswijk).
Terborg otrzymał prawa miejskie w 1419 roku. Patronem miasta jest Saint George. Jego herb nadal jest Saint George na koniu, zabicie smoka.
Do 1813 Terborg była częścią lenna Wisch, wraz z wiosek Silvolde en Varsseveld. Terborg był osobną gminą do 1818, gdy został połączony z Varsseveld w gminie Wisch. W 2005 r. powstała gmina Oude IJsselstreek gminy Gendringen.